# Gouvernement Mally
Quatrième République
Agboyibo Houngbo I
Le gouvernement de Komlan Mally est formé le 13 décembre 2007. Il est composé de 22 ministres. Aucun membre du principal parti d'opposition (Union des forces de changement) n'en fait partie.

## Composition

### Premier ministre
| Fonction         | Titulaire | Titulaire    | Parti |
| ---------------- | --------- | ------------ | ----- |
| Premier ministre |           | Komlan Mally | RPT   |

### Ministres
Le gouvernement est composé de 22 ministres, soit treize de moins que le précédent. Il intervient après les élections de législatives de 2007. Une quinzaine de ministres conservent leur portefeuille. Le ministère de la Défense et des Anciens Combattants est provisoirement rattachée à la Présidence de la République.
| Fonction | Titulaire                 | Titulaire                    | Parti                                  |
| --- | ------------------------- | ---------------------------- | -------------------------------------- |
| Ministre d'État Ministre de la Santé |                           | Charles Agba Kondi           | RPT                                    |
| Ministre d'État Ministre des Affaires étrangères et de l'Intégration régionale                                                              |                           | Léopold Gnininvi             | CDPA                                   |
| Ministre d'État Ministre de l'Administration territoriale, de la Décentralisation et des Collectivités locales Porte-parole du gouvernement |                           | Pascal Akoussoulèlou Bodjona | RPT                                    |
| Ministre de l'Environnement, du Tourisme et des Ressources forestières                                                                      | Issifou Okoulou Kantchati |                              | RPT                                    |
| Ministre de l'Économie et des Finances | Adji Otèth Ayassor        |                              | RPT                                    |
| Ministre de la Fonction publique, de la Réforme administrative et des Relations avec les Institutions de la République                      | Katari Foli-Bazi          |                              | RPT                                    |
| Ministre du Commerce, de l'Industrie, de l'Artisanat et des Petites et Moyennes Entreprises                                                 | Yandja Yentchabré         |                              | RPT                                    |
| Ministre de la Coopération, du Développement et de l'Aménagement du Territoire                                                              | Gilbert Bawara            |                              | RPT                                    |
| Ministre de la Sécurité et de la Protection civile                                                                                          | Atcha Titikpina           |                              | RPT                                    |
| Garde des sceaux Ministre de la Justice, chargé des Relations avec les Institutions de la République                                        | Kokou Biossey Tozoun      |                              | RPT                                    |
| Ministre de l'Action sociale, de la Promotion de la femme et de la Protection de l'Enfant des Personnes âgées                               | Mémounatou Ibrahima       |                              | RPT                                    |
| Ministre des Enseignement primaire et secondaire, de l'Enseignement technique, de la Formation professionnelle et de l'Alphabétisation      | Yves Madow Nagou          |                              | RPT                                    |
| Ministre de l'Enseignement supérieur et de la Recherche                                                                                     | Messan Adjimado Aduayom   |                              | RPT                                    |
| Ministre des Postes et Télécommunications                                                                                                   | Kokouvi Dogbé             |                              | RPT                                    |
| Ministre des Droits de l'Homme et de la Consolidation de la Démocratie                                                                      | Célestine Akouavi Aïdam   |                              | RPT                                    |
| Ministre des Travaux publics, des Transports, de l'Urbanisme et de l'Habitat                                                                | Célestin Ekpawo Talaki    |                              | RPT                                    |
| Ministre de la Communication, de la Culture et de la Formation civique                                                                      |                           | Cornélus Aïdam               | CPP                                    |
| Ministre de l'Agriculture, de l'Élevage et de la Pêche                                                                                      |                           | Kossi M. Ewovor              | RPT                                    |
| Ministre des Mines, de l’Énergie et de l'Eau                                                                                                | Dammipi Noupokou          |                              | RPT                                    |
| Ministre du Travail et de la Sécurité sociale                                                                                               |                           | Octave Nicoué Broohm         | CPP                                    |
| Ministre des Sports et des Loisirs |                           | Antoine Folly                | Union des démocrates socialistes (UDS) |